# فوهة الوعبة
فوهة الوعبة (محلياً: مقلع طمية) حفرة عميقة في الأرض بقطر دائري يبلغ 3 كيلومترات وبعمق 380 مترا، وهي الأكبر من نوعها في الشرق الأوسط. تقع على بعد 254 كم من مدينة الطائف. يكسو وسط الفوهة طبقة ملحية بيضاء اللون ويعتقد أن سبب تكونها يرجع إلى أن مياه الأمطار تتجمع في قاع الفوهة مكونة بحيرة صغيرة ضحلة لاتتسرب إلى باطن الأرض.
اختيرت فوهة الوعبة ضمن أفضل 100 موقع للتراث الجيولوجي في العالم لعام 2024، من قبل الاتحاد الدولي للعلوم الجيولوجية IUGS ومنظمة الأمم المتحدة للتربية والعلم والثقافة (اليونيسكو).

## تضاريسها
يعتقد بعض الباحثين أنها نتيجة انفجار بركاني كبير فيما يرجح البعض الأخر نتجت عن سقوط نيزك، لكن لا يوجد اثبات لذلك. عند النزول مسافة 15 متر من سطح الأرض يلاحظ وجود العديد من أشجار النخيل والنباتات التي تنمو على عيون ماء صغيرة وعند النزول أسفل الحفرة تجد القليل من الأعشاب الصحراوية وشجر الأراك التي سرعان ما تختفي كلما اتجهت وسط الحفرة التي هي عبارة عن أرضيه مالحة يغطيها الملح مشكلا لونا أبيض يمكن أن يُرى بشكل واضح من أعلى الفوهة.
أعمق الفوهات البركانية في المملكة؛ فوّهة الوَعَبة أو مَقْلع طِمِيّة إذ يصل عمقها إلى نحو 220 متر عن مستوى سطح الأرض المحيطة بها، في حين يبلغ قطرها نحو 2000 متر.

## سبب التسمية
سُميت مقلع طميه نسبة لجبل طميه على نفس شكلها ولذلك سميت الفهوة البركانية باسم مقلع طمية.

## الموقع

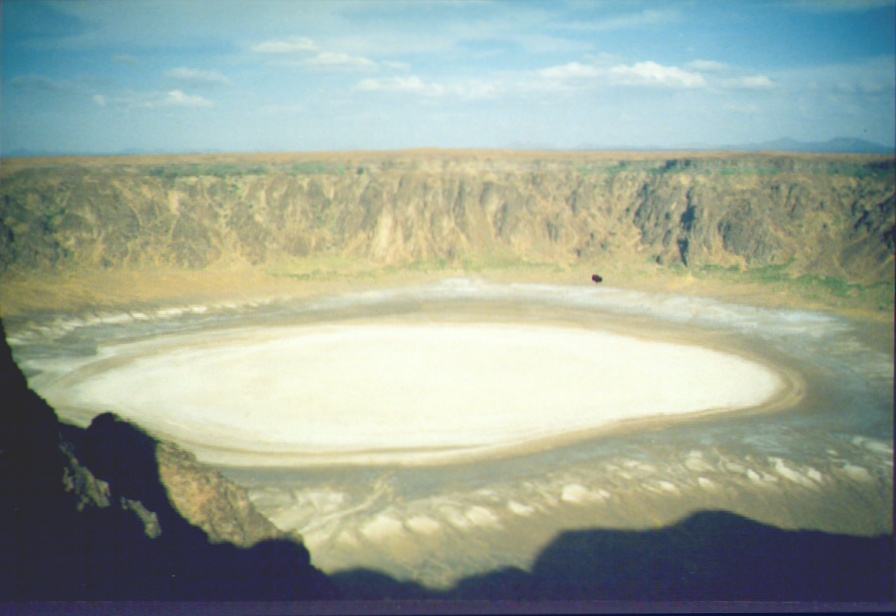

تقع فوهة بركان الوعبة في المنطقة الغربية من المملكة العربية السعودية في الأحداثيات 22°54'4"N 41°8'29"E، وتبعد الوعبة 200 كيلو متر شمال شرق مدينة الطائف ويمكن الوصول إليها عبر طريق الرياض الطائف السريع ومروراً بقرية أم الدوم.وأيضاً مرور بقرية " حفر كشب " ويمكن الذهاب إليها عن طريق " مهد الذهب بإتجاه جنوب شرق المدينة المنورة.

## اكتشافات
في أكتوبر 2024م كشفت دراسة أجراها باحثون في جامعة الملك عبد الله للعلوم والتقنية (كاوست) عن أدلة بيولوجية في فوهة الوعبة بالمملكة العربية السعودية تشير إلى إمكانية وجود حياة على قمر إنسيلادوس، الذي يدور حول كوكب زحل. فمن خلال جمع عينات من الكائنات الحية الموجودة في الفوهة، اكتشف العلماء دلائل حيوية قد تشير إلى وجود حياة على هذا الجرم الذي يبعد عن الأرض أكثر من مليار كيلومتر.

## أسطورة الوعبة
يقال أن الوعبة في أحد الأيام الممطرة رأت جبلا على ضوء البرق يسمى 'قطن' حيث أُعجبت به وأحبته ويقع قطن هذا في المنطقة الوسطى في نجد بين مدينة بريدة بمنطقة القصيم وبين المدينة المنورة في غرب السعودية وفي منتصف المسافة بين المدينتين تقريباً، وقررت الانتقال من مكانها إليه، وعندما قفزت مُتجهةً إلى الجبل كان هناك جبل آخر بالقرب منها يسمى 'شلمان' وهو حسب الأسطور «ابن عمها» فلما رآها تنتقل إليه أحس بالغيرة فرماها برمحة وأصاب رجلها فسقطت بالقرب من محبوبها جبل «قطن» ولم تصل إليه.

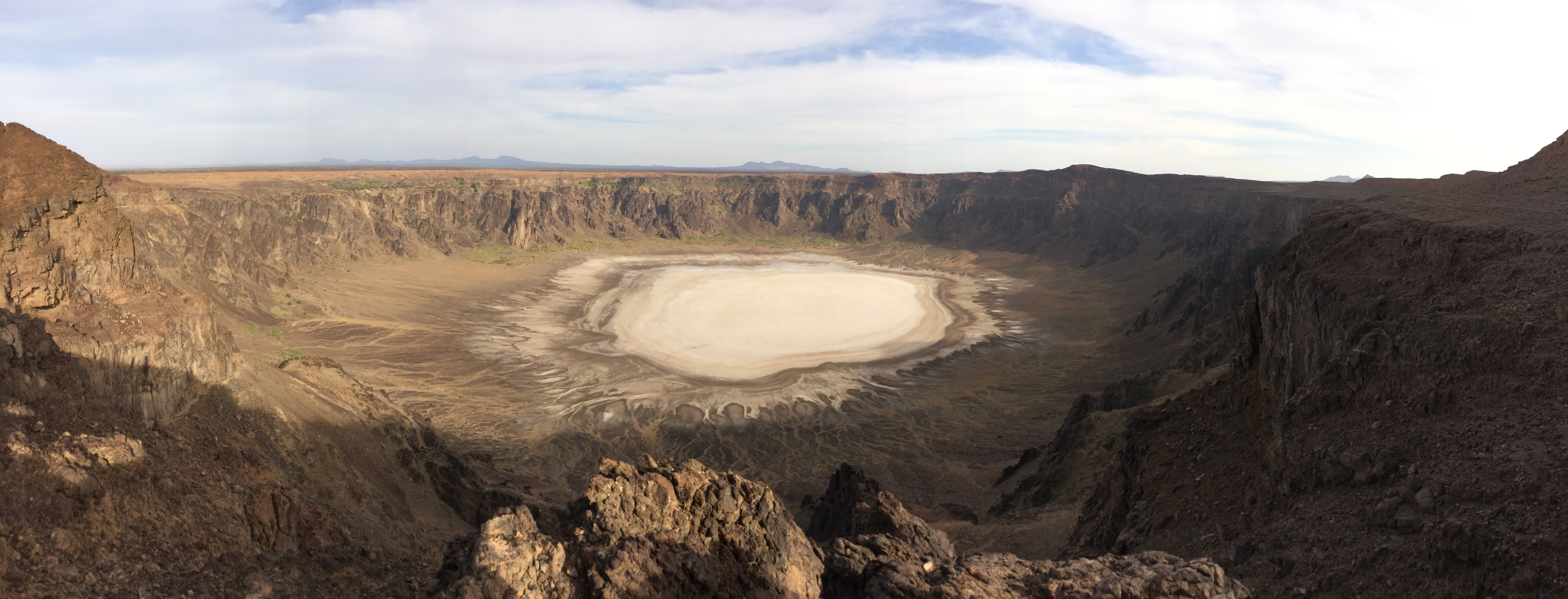
صورة عريضة لفوهة الوعبة

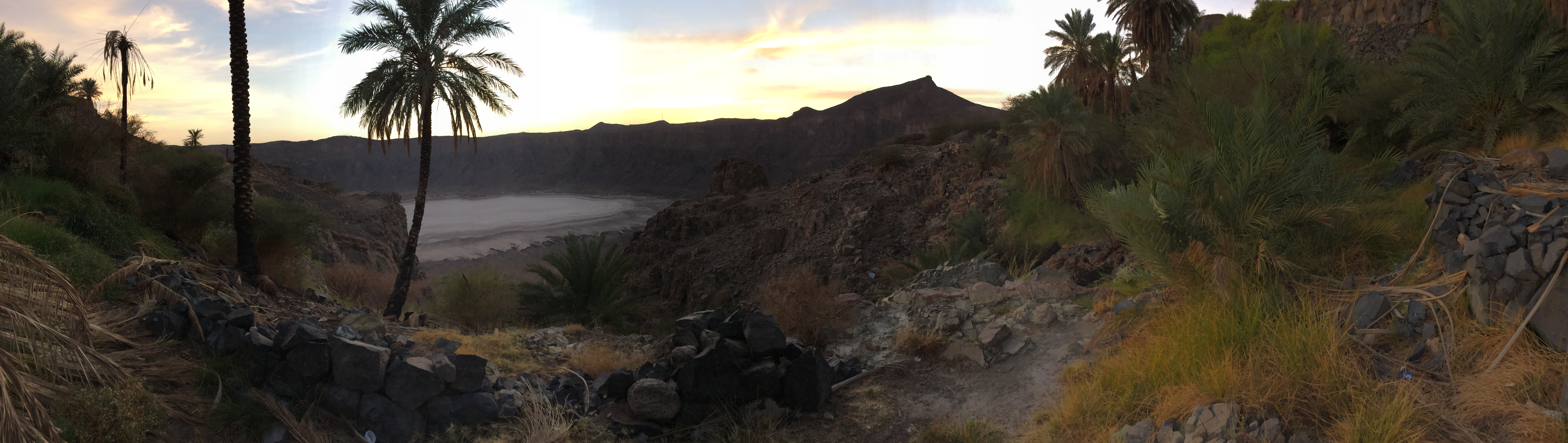
نبتٌ عند فوهة الوعبة

وسط فوهة الوعبة

## وصلات خارجية
- جريدة الرياض، فوهة الوعبة